# Frasera
Frasera es un género  de plantas con flores perteneciente a la familia Gentianaceae.  Comprende 39 especies descritas y de estas, solo 13 aceptadas.

## Taxonomía
El género fue descrito por  Thomas Walter y publicado en Flora Caroliniana, secundum . . . 9, 87–88. 1788.
Etimología
Frasera: nombre genérico otorgado en honor del botánico John Fraser.

## Especies seleccionadas
- Frasera albicaulis
- Frasera albomarginata
- Frasera ampla
- Frasera angustifolia
- Frasera caroliniensis